# Varlaam al II-lea, Mitropolit al Ungrovlahiei
Varlaam al II-lea (n. 1620 - d. 1708) a fost un mitropolit al Ungrovlahiei între anii 1672 - 1679. A fost egumen al mănăstirii Glavacioc între anii 1660 - 1670.
A fost precedat de Dionisie I și urmat de Teodosie (care urma să fie mitropolit pentru a doua oară).

## A se vedea și
- Listă de mitropoliți ai Ungrovlahiei